# MBO（マネジメント・バイアウト）〜経営権争奪・企業買収の行方〜
MBO（マネジメント・バイアウト）〜経営権争奪・企業買収の行方〜は、2007年にWOWOWのドラマWシリーズで放送された日本のテレビドラマ。三上博史主演で、企業買収や経営権争奪をテーマとしたサスペンス作品である。

## あらすじ
大手デパート「ギャラクシー・デパート」の社長・小野里英一（三上博史）は、グループ総帥・成海紘次郎（平幹二朗）から非常勤取締役への昇進を打診される。しかし、それは実質的な解任と給与削減を意味していた。さらに同業他社への転職禁止の誓約書を求められ、窮地に立たされる。
そんな中、弁護士・大木遥（森口瑤子）から「MBO（マネジメント・バイアウト）」を提案される。投資家を見つけ、グループ株の過半数を取得し、経営権を奪取する計画に乗り出した小野里は、次第にその決意を固めていく。しかし、企業買収を巡る策略や駆け引きが複雑に絡み合い、壮絶な戦いが繰り広げられる。

## キャスト
- 小野里 英一（ギャラクシー・デパート社長） - 三上博史
- 大木 遥（弁護士） - 森口瑤子
- 真鍋 広介（副社長） - 高橋克実
- 岸辺 庄太郎 - 浅野和之
- 姉大路 公一 - 陰山泰
- 小野里 和也 - 中村星哉
- 長島 康夫 - 品川徹
- 小野里 彩子 - 洞口依子
- 成海 紘次郎（グループ総帥） - 平幹二朗

## スタッフ
- 原作 - 牛島信
- 脚本 - 寺田敏雄
- 監督 - 松田秀和
- 制作 - WOWOW

## 放送情報
- 放送局：WOWOW
- 放送日：2007年
- 放送時間：115分